# سروایور سریز (۲۰۱۷)
سروایور سریز (۲۰۱۷) (به انگلیسی: Survivor Series) یک رویداد غیر رایگان (Pay-Per-View) در کشتی حرفه‌ای می‌باشد که توسط کمپانی دبلیودبلیوئی برای هردو برَند راو و اسمک‌دَون تهیه می‌شود و این دوره اش هم در ۱۹ نوامبر ۲۰۱۷ در مجموعه ورزشی تویوتا سنتر شهر هیوستون ایالت تگزاس برگزار شد. این سی و یکمین دوره از سروایور سریز بود.
ده مسابقه در این رویداد برگزار شد که سه تای آن‌ها در بخش پیش‌نمایش بودند. دو مسابقه مهم در بخش اصلی رویداد بودند که یکی مسابقه سنتی تگ تیم نابودی ۵ به ۵ سروایور سریز‍‎‍‍ زنان و دیگری در بخش مردان بود و در هردو مسابقه، تیم راو بر تیم اسمک‌داون غلبه کرد. همچنین در سایر مسابقات، همه قهرمانان راو با قهرمانان مشابه در اسمک‌داون مسابقه بدون عنوان برگزار کردند؛ به جز کمربند میان‌وزن دبلیودبلیوئی که طی آن، انزو اموره با پیروزی مقابل کالیستو از کمربند خود دفاع کرد. دیگر مسابقه بسیار مهم بخش اصلی، مسابقه بدون عنوان قهرمان مقابل قهرمان بین براک لزنر قهرمان کمربند یونیورسال و ای‌جی استایلز قهرمان کمربند دبلیودبلیوئی بود که با پیروزی لزنر همراه بود. این تنها مسابقه قهرمان مقابل قهرمان بود که در آن، راو توانست اسمک‌داون را شکست دهد. گروه شیلد هم در اولین مسابقه سه‌نفره خود پس از پی‌بک ۲۰۱۴ توانستند مقابل د نو دی به برتری برسند. در مجموع، برند راو با کسب چهار پیروزی از هفت مسابقه برگزار شده در بخش اصلی این رویداد، برنده رقابت بر سر عنوان برند برتر شد.

## زمینه‌سازی
سروایور سریز شامل مسابقاتی بین دشمنی‌های موجود، ماجراهای پیش آمده و استوری‌هایی خواهد بود که پیش از این در برنامه‌های راو یا اسمک داون پخش شده بود. کشتی‌گیرها با توجه به مسابقات یا سری اتفاقاتی که برایشان رخ می‌دهد و تنش را به حد اکثر می‌رساند، نقش منفی یا قهرمان به خود می‌گیرند.

## نتایج
| #                                                                                                 | نتایج | نوع مسابقه                                              | مدت زمان |
| ------------------------------------------------------------------------------------------------- | --- | ------------------------------------------------------- | -------- |
| ۱پ                                                                                                | الایِس پیروز مقابل مت هاردی | مسابقه تک نفره                                          | 9:15     |
| ۲پ                                                                                                | انزو اموره (c) پیروز مقابل کالیستو | مسابقه تک نفره برای قهرمانی کمربند میان‌وزن دبلیودبلیوئی | 8:45     |
| ۳پ                                                                                                | کوین اوونز و سمی زین پیروز مقابل بریزانگو (فاندانگو و تایلر بریز) | مسابقه تگ تیم                                           | 7:45     |
| ۴                                                                                                 | شیلد (دین امبروز، رومن رینز و سث رالینز) پیروز مقابل د نو دی (بیگ ای، کوفی کینگستون و زیویر وودز) | مسابقه تگ تیم شش نفره                                   | 21:20    |
| ۵                                                                                                 | تیم راو (آلیشا فاکس(کاپیتان)، نایا جکس، آسکا، ساشا بنکس و بیلی پیروز مقابل تیم اسمک‌داون (بکی لینچ(کاپیتان)، کارملا، تمینا، نِیومی و ناتالیا (با همراهی لانا)؛ آخرین بازمانده آسکا                                      | مسابقه سنتی تگ تیم نابودی ۵ به ۵ سروایور سریز           | 18:35    |
| ۶                                                                                                 | بارون کوربین (قهرمان کمربند ایالات متحده) پیروز مقابل د میز (قهرمان کمربند بین قاره ای) با همراهی میزتراژ | مسابقه بدون عنوان قهرمان مقابل قهرمان                   | 9:35     |
| ۷                                                                                                 | د اوسوس (جیمی و جِی اوسو) (قهرمانان تگ تیم اسمک‌داون) پیروز مقابل سِزارو و شیمس (قهرمانان تگ تیم راو) | مسابقه تگ تیم بدون عنوان قهرمانان مقابل قهرمانان        | 15:55    |
| ۸                                                                                                 | شارلوت فلر(قهرمان کمربند زنان اسمک‌داون) پیروز مقابل الکسا بلیس (قهرمان کمربند زنان راو) با تسلیم | مسابقه بدون عنوان قهرمان مقابل قهرمان                   | 15:00    |
| ۹                                                                                                 | براک لزنر (قهرمان کمربند یونیورسال) (با همراهی پل هیمن) پیروز مقابل ای‌جی استایلز (قهرمان کمربند دبلیودبلیوئی) | مسابقه بدون عنوان قهرمان مقابل قهرمان                   | 15:25    |
| ۱۰                                                                                                | تیم راو (کرت انگل(کاپیتان)، براون استرومن، فین بَلر، ساموآ جو و تریپل اچ) پیروز مقابل تیم اسمک‌داون (شین مک‌ماهون(کاپیتان)، رندی اورتن، بابی رود، شینسکه ناکامورا، و جان سینا)2 آخرین بازمانده: تریپل اچ و براون استرومن | مسابقه سنتی تگ تیم نابودی ۵ به ۵ سروایور سریز           | 33:20    |
| - (c) – نشان‌دهنده قهرمان(هایی) است که به میدان می‌روند - پ – نشان‌دهنده این است که مسابقه در پری–شو | |                                                         |          |

## موضوعات مرتبط
- فهرست قهرمانان کنونی دبلیودبلیوئی